# Kozarska Dubica
Kozarska Dubica (cyr. Козарска Дубица, dawniej Bosanska Dubica) – miasto w Bośni i Hercegowinie, w Republice Serbskiej, siedziba gminy Kozarska Dubica. W 2013 roku liczyło 10 005 mieszkańców.